# Stelletta japonica
Stelletta japonica är en svampdjursart som beskrevs av Lebwohl 1914. Stelletta japonica ingår i släktet Stelletta och familjen Ancorinidae.
Artens utbredningsområde är havet kring Japan. Inga underarter finns listade i Catalogue of Life.